# Folículo piloso
El folículo piloso es la parte de la piel que da crecimiento al cabello al concentrar células madre, formándose a partir de una invaginación tubular. Cada cabello descansa sobre un folículo piloso, siendo este, la estructura cutánea más dinámica y una de las más activas de todo el organismo.

## Descripción
Dentro de los folículos existen glándulas sebáceas, destinadas a la producción del sebo que lubrica la superficie del cabello. Estas se sitúan en la dermis media y están formadas por células llenas de lípidos que se desarrollan embriológicamente en el cuarto mes de gestación. Esta secreción glandular es de carácter continuo, drenando desde los acinos al conducto sebáceo principal que va a desembocar en el canal piloso.
En la base del cabello, una fina red de vasos sanguíneos forma la raíz del mismo, alrededor de la cual hay una estructura blanca llamada bulbo, que es la región proliferativa. El bulbo se compone de dos o tres capas de células basales precursoras de los elementos celulares que emigrarán a la superficie por el interior de la vaina externa. En la parte inferior se hallan las células germinativas que se diferencian en anillos concéntricos celulares. Los tres anillos externos producirán las capas de la vaina pilosa interna y los tres anillos internos darán lugar al futuro cabello.
En la base del folículo hay una estructura pequeña con forma de cono llamada papila que es donde tienen origen las células que forman parte del cabello. La papila dérmica está formada por las células fibroblásticas y es la responsable del control del ciclo piloso.
El músculo erector del pelo se origina de la dermis adyacente al folículo piloso. Tiene una dirección oblicua y se inserta en las papilas dérmicas. Este músculo, al contraerse, produce la elevación del vello.
Las glándulas sudoríparas apocrinas están formadas por un gran lóbulo secretor y un conducto excretor dérmico que desemboca en el folículo pilo-sebáceo y se encuentran en las zonas de mayor vello corporal como las axilas, el área genital y el cuero cabelludo.

## Características

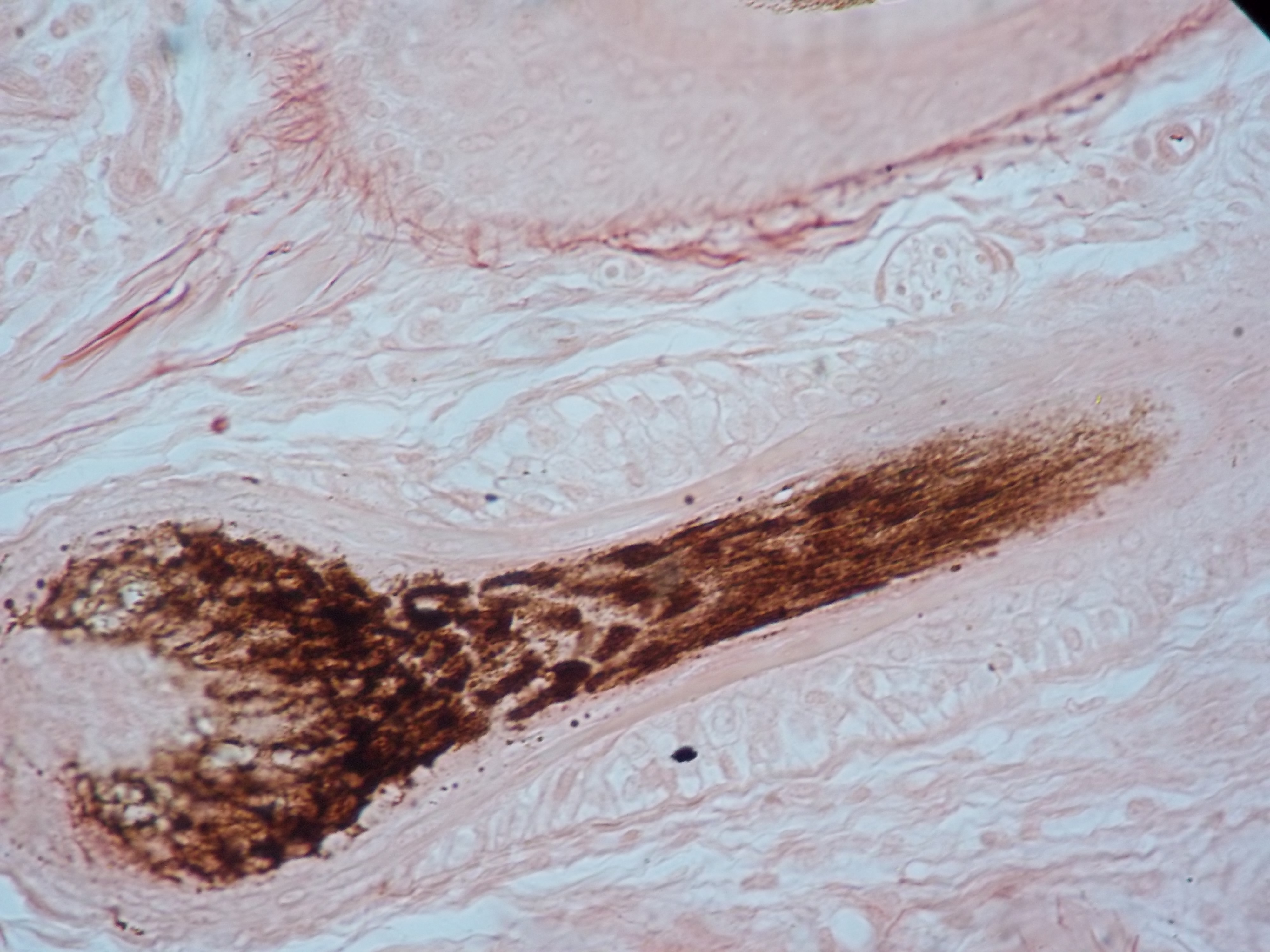
Micrografía óptica de un corte longitudinal de folículo piloso en un corte de cuero cabelludo, teñido con fucsina y resorcinol. En torno al folículo puede verse tejido conjuntivo e inmediatamente por encima y debajo se ven células epiteliales que corresponden a las glándulas sebáceas.

El folículo piloso es la parte de la piel que da crecimiento al cabello al concentrar células madre. Dentro de los folículos existen glándulas sebáceas, destinadas a la producción del sebo que lubrica la superficie del cabello y que están distribuidas por toda la superficie de la piel con excepción de las palmas de las manos, plantas de los pies, etc. A mayor grosor del cabello, más glándulas sebáceas se encontrarán. En la base del cabello, una fina red de vasos sanguíneos forma la raíz del mismo. Alrededor de esta hay una estructura blanca llamada bulbo, visible al arrancar cabellos sanos.
Junto al folículo, existe un diminuto grupo muscular llamado musculus erector pili que es responsable de la perpendicularidad del cabello a la superficie de la piel, y causante de la proyección del folículo ligeramente por encima de la superficie cutánea, fenómeno conocido como piel de gallina.

## Crecimiento del pelo
Las células fusiformes ubicadas en la juntura del grupo erector y el folículo, son fundamentales en el crecimiento del cabello durante la etapa anágena. El cabello crece en ciclos de varias etapas: anágena (crecimiento), catágena (involución) y telógena (descanso). Normalmente, hasta un 90% de los folículos pilosos están en la etapa anágena, mientras que el 10-14% restante está en catágena y hasta un 1-2% en telógena. La longitud de estos ciclos varía según la zona del cuerpo. La fase de crecimiento o anágena dura 2-6 años, pero varía según la región corporal: en cejas sólo 2-4 meses, en pestañas 100-150 días.